# Confédération livonienne
1228–1561
Entités précédentes :
- Terra Mariana

Entités suivantes :
- Duché de Livonie
- Duché de Courlande

La Confédération livonienne ou confédération de Livonie (Terra Mariana en latin) était une confédération organisée de manière souple sur le territoire de l'Estonie et de la Lettonie actuelles.
Cette entité a été créée par le légat du pape Guillaume de Modène, en 1228, comme compromis entre l'Église et les puissants chevaliers Porte-Glaive, et fut incorporée à l'État monastique des chevaliers Teutoniques à partir de 1237.
Tous les États de l'union ont perdu leur indépendance au cours de la guerre de Livonie et la dissolution de l'Ordre au traité de Vilnius en 1561.

## États
La confédération regroupait cinq petits États :
- les régions contrôlées par l'Ordre livonien (les chevaliers Porte-Glaive) fondé en 1202 ; capitale : Fellin (aujourd'hui Viljandi)
- l'archevêché de Riga fondé en 1224 ; capitale : Riga
- l'évêché de Dorpat fondé en 1224 ; capitale : Dorpat (Tartu)
- l'évêché d'Ösel-Wiek fondé en 1228 ; capitale : Hapsal (Haapsalu)
- l'évêché de Courlande fondé en 1234 ; capitale : Pilten (Piltene)

Tant les États ecclésiastiques que l'Ordre étaient dirigés par des Allemands[Qui ?] qui avaient conquis les territoires de nombreuses tribus, de langues tant finnoises que baltes.
Le territoire devait être contrôlé aux deux-tiers par les États ecclésiastiques, le tiers restant étant sous l'autorité des Chevaliers Porte-Glaive[pourquoi ?]. En réalité, l'essentiel du territoire était contrôlé par les Chevaliers Porte-Glaive et les conflits entre les Chevaliers[Lesquels ?], les États ecclésiastiques[Lesquels ?] et la Ligue hanséatique furent monnaie courante durant l'existence de la Confédération.

## Histoire

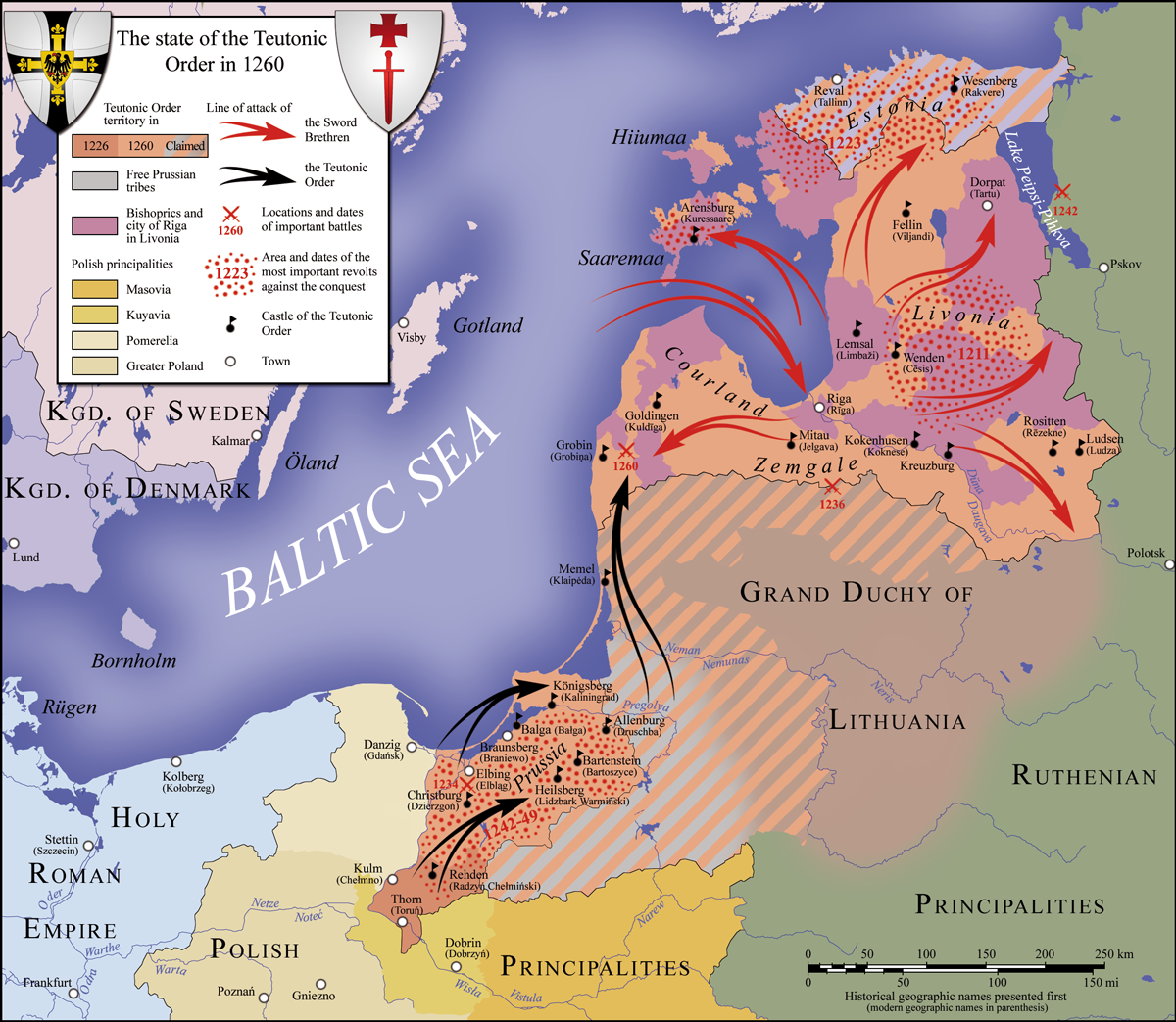
Les conquêtes de l'Ordre teutonique (noir) et de l'Ordre livonien (rouge) au XIIIe siècle.

République de Novgorod en 1237.

La confrérie des Porte-Glaives est fondée en 1202 comme un ordre de chevalerie à Dünamünde (Daugavgrīva) par Theoderich von Treyden, à l'initiative de l'évêque Albert de Buxhoeveden dans le but d'assurer la défense de la colonie contre les Lives et d'appuyer l'évangélisation de la Livonie. En 1204, le pape Innocent III accorde au nouvel ordre le même statut que l'ordre du Temple et il avait chargé les chevaliers de l'obéissance aux évêques de Riga. Les frères ont conquis la forteresse de Dorpat en 1215 et l'île estonienne de Ösel (Saaremaa) en 1227.
Après leur très lourde défaite à la bataille du Soleil contre les Samogitiens en 1236, les chevaliers Porte-Glaive sont intégrés à l'ordre Teutonique, dont le grand maître est alors Hermann von Salza. Leur ordre est dissous et l'Ordre teutonique crée une branche livonienne de son ordre, l'ordre de Livonie. À partir de ce moment-là, le territoire de l'Ordre livonien font partie intégrante de l'État teutonique. Le maître de Livonie dépendait directement du grand maître de l'ordre Teutonique.
L'expansion des armées croisées unies vers l'est a été définitivement arrêtée par leur défaite à la bataille du lac Peïpous contre les forces de la république de Novgorod sous Alexandre Nevski en 1242. En 1346, la confédération livonienne achète l'Estonie du Nord au Danemark, pour 19 000 marks. 
La diète de Livonie est créée en 1419 pour résoudre les disputes[Lesquelles ?] ; son siège est fixé à Walk. Outre les représentants de l'Ordre et des évêques, elle comprenait également des représentants des vassaux et des villes. À partir de 1470, l'ordre de Livonie parvient à gagner davantage d'autonomie : son grand maître n'est plus directement nommé par grand maître de l'ordre Teutonique, mais élu par son propre chapitre et seulement approuvé par le grand maître de l'ordre Teutonique. Élu à vie, il est entouré d’un conseil de six membres et d’un chapitre de vingt à quarante membres qui agit comme un parlement. Le pays se divise en bailliages avec à leurs têtes des baillis et des commandants pour les forteresses. Le nombre des chevaliers, tous d’origine allemande (Westphalie), varie de 400 à 500 à la fin du XIVe siècle, à 120 ou 150 seulement en 1558[réf. nécessaire].
La confédération ne survit pas à la guerre de Livonie (1558-1582). Les chevaliers Porte-Glaive furent dissous par le pacte de Wilno en 1561. La diète de Livonie demanda la protection de Sigismond II Auguste, roi de Pologne et grand-duc de Lituanie. Riga devint une ville impériale libre à la fin du règne du dernier archevêque, Guillaume de Brandebourg. Le reste du pays fut partagé entre la Suède (qui obtient l'Estonie du Nord, l'ancienne Estonie danoise), le Danemark qui obtient l'île de Saaremaa, l'union Polo-Lituanienne obtient l'Estonie méridionale, la Vidzeme et la Latgale et le duché de Courlande (vassal de la Pologne-Lituanie) obtient la souveraineté sur la Courlande et la Zemgale.